# Yacouba Sawadogo
Pour les articles homonymes, voir Sawadogo (homonymie).
Yacouba Sawadogo est un paysan né en Haute-Volta (Afrique Occidentale Française), actuel Burkina Faso, le 4 avril 1946 dans la région semi-désertique du Sahel et mort le 3 décembre 2023 à Ouahigouya. 

## Biographie
Après avoir été commerçant, Yacouba Sawadogo repart dans la région du yaadga  au secteur 15 encore appelé   Gourga, au début des années 1980, où il décide de stopper l'avancée du désert. Il adapte et améliore une méthode ancestrale de culture, le zaï. Malgré le scepticisme des habitants de la région, il persiste et des années plus tard une forêt d’une quinzaine d’hectares fait rempart à l'avancée du désert. Les habitants qui avaient fui sont revenus cultiver leurs champs. 
Les résultats qu'il obtient font des émules et les méthodes d'agriculture qu'il dispense lors des jours de marché se développent,.
Deux fois par ans, lors des biennales « Les journées du Marché » qu'il organise sur son terrain proche du village de Gourga, il transmet ses techniques, principalement les trous Zaï. De multiples  fermiers viennent des environs pour  échanges des graines et acquérir des  techniques pour le développement de l’agriculture sur les sols yaadga.
Il reçoit le 23 novembre 2018 à Stockholm le Right Livelihood Award 2018, plus connu sous le nom de prix Nobel alternatif, pour son combat contre l'avancée du désert.
Il décède le 3 décembre 2023 à Ouahigouya (nord du Burkina Faso) à l'âge de 77 ans,.

## Relations avec le gouvernement du Burkina Faso
Un projet immobilier menace 80 % des champs ainsi que l'unique maison du terrain contenant la banque de graine.
En juin 2021, la forêt de 28 hectares est clôturée officiellement par le ministère de l'Environnement, afin d'aider à protéger les lieux.

## Documentaire
- L'homme qui arrêta le désert de Mark Dodd (2010)[9].